# A senki földjén (film, 2001)
Az A senki földjén (eredeti címe: Abril Despedaçado) 2001-ben bemutatott brazil filmdráma, amelyet Walter Salles rendezett. A forgatókönyvet Ismail Kadare regénye alapján Salles, Karim Aïnouz, Sérgio Machado, João Moreira Salles és Daniela Thomas készítették. A produkció főbb szerepeiben Rodrigo Santoro, José Dumont és Rita Assemany. 2001. szeptember 6-án mutatták be a Velencei Nemzetközi Filmfesztiválon, ahol Arany Oroszlán díjra jelölték. Magyarországon a televízióban vetítették le 2005. január 20-án.

## Cselekmény
Két brazil földműves család, akik egy olyan területen élnek, ahol ritkán esik az eső és a száraz évszakok uralkodnak, már régóta hadilábon állnak egymással. A családok legidősebb fiai folyamatosan bosszút akarnak állni elhunyt testvéreikért. Az egyik család, a Breve, cukornádtermesztésből él, míg a másik, a Ferreira, szarvasmarha-tenyésztésből, és sokkal sikeresebb is vele.
1910-ben a Breve család három fiának segítenie kell a cukornádmalom működtetésében, akárcsak anyjuknak és apjuknak. Amikor a legidősebb fiút, Ignaciót megölik, a második legidősebbet, a 20 éves Tonhót kérik fel, hogy álljon bosszút testvére meggyilkolásáért. Bár a legkisebb fiú, akit „Kicsinek” hívnak, megpróbálja megakadályozni, Tonho elindul egy puskával, és lelövi elhunyt bátyja gyilkosát. A lelőtt férfi temetési szertartásán Tonho hiába kér tűzszünetet. A bosszú a következő teliholdkor következik.
A „kicsi” egy könyvet kap két arra járó cirkuszi embertől, Salustianótól és Clarától. Mivel nem tud olvasni, különösen lenyűgözik az illusztrációk, amelyek közül az egyik egy sellőt ábrázol. A sellőben Clarát látja, és kitalál egy történetet. Amikor a család cukornádat árul a városban, Tonho és a „kicsi” meglátják a két cirkuszi embert, akik gólyalábakon egy műsort hirdetnek. Éjszaka a két testvér kioson, hogy megnézzék a műsort. Tonho beleszeret Clarába, míg a „kicsi” a Pacú nevet kapja Salustianótól. Amikor az apa otthon egy szíjjal megveri Tonhót, az másnap elmegy, hogy a két cirkuszi emberrel töltse az idejét. Tonho Clarával tölti az éjszakát, a lány pedig elmegy, és közli, hogy várja őt a tengernél. Aznap este Pacút összetévesztik Tonhóval, és a Ferreira fiú őt lövi le. Tonho nem akarja folytatni az öldöklést, ezért a tengerhez megy.

## Szereplők
| Szerep         | Színész                 | Magyar hangja |
| -------------- | ----------------------- | ------------- |
| Tonho          | Rodrigo Santoro         | Láng Balázs   |
| apa            | José Dumont             | Csuja Imre    |
| anya           | Rita Assemany           | Bókai Mária   |
| Pacu           | Ravi Ramos Lacerda      | Baráth István |
| Salustiano     | Luiz Carlos Vasconcelos | n.a           |
| Clara          | Flávia Marco Antonio    | n.a           |
| idős vak ember | Everaldo Pontes         | n.a           |
| Inácio         | Caio Junqueira          | n.a           |
| özvegy         | Mariana Loureiro        | n.a           |
| Isaías         | Servilio De Holanda     | n.a           |
| Matheus        | Wagner Moura            | n.a           |
| Mr. Lourenço   | Othon Bastos            | n.a           |
| Reginaldo      | Gero Camilo             | n.a           |
| a kölyök       | Vinícius de Oliveira    | n.a           |

## Fogadtatás

### Kritikai visszhang
A film általában pozitív reakciókat váltott ki a kritikusokból. A Rotten Tomatoeson 74%-os minősítést ért el 46 értékelés alapján, az összefoglaló szerint: „A vizuálisan költői  A senki földjén erőteljes állásfoglalás az erőszak körforgásáról.” Mark Caro a Chicago Tribune-től azt írta: „Egy komor, gyönyörű filmes mese, amelyet a vérbosszú brutális logikája vezérel, és amelyet a csoda mindent elsöprő érzése alakít át.” Renee Graham a Boston Globe-tól azt írta: „Megható és megrázó.” Roger Ebert szerint: „Egy bizonyos pont után már senkinek sincs igaza, mindkét félnek határtalan sérelmei vannak, és a közönség az, aki el akar menekülni a cirkusszal.”
A Metacritic 73 pontot adott a 100-ból 19 vélemény alapján. Kevin Thomas a Los Angeles Timestól azt írta: „Carvalho kiváló operatőri munkája, Antonio Pinto filmzenéje, valamint az odaadó stáb és a színészek csodálatra méltó módon tartják fenn ezt a költői és kompromisszummentes filmet.” David Rooney a Varietytől azt írta: „Az ízig-vérig kidolgozott és lenyűgözően gyönyörű helyszíneken, Brazília távoli északkeleti vidékeinek mélyén forgatott film rusztikus egzotikumával és költői képi világának érzéki túlterhelésével bátran udvarol a nemzetközi arthouse-színtér kereskedelmi görbéjének, ami grandiózus jelleget kölcsönöz a filmnek.” Jonathan Foreman a New York Posttól azt írta: „Gyönyörűen fényképezett, napsütötte mese.”

### Bevételi adatok
A Box Office Mojo szerint a film 805 ezer dolláros bevételt ért el, a költségvetésről nincs adat.

## Fontosabb díjak és jelölések
| Esemény                                   | Díj                  | Kategória                     | Eredmény |
| ----------------------------------------- | -------------------- | ----------------------------- | -------- |
| 55. BAFTA-gála                            | BAFTA-díj            | Legjobb nem angol nyelvű film | Jelölve  |
| 59. Golden Globe-gála                     | Golden Globe-díj     | Legjobb idegen nyelvű film    | Jelölve  |
| 2002-es Velencei Nemzetközi Filmfesztivál | kicsi Arany Oroszlán | kicsi Arany Oroszlán          | Elnyerte |
| 2002-es Velencei Nemzetközi Filmfesztivál | Arany Oroszlán díj   | Arany Oroszlán díj            | Jelölve  |